# جابرييل سوزا
جابرييل سوزا (14 ديسمبر 1993 في البرازيل - ) هي لاعبة كرة طائرة برازيلية في مركز ضارب خارجي ‏. لعبت مع Osasco Voleibol Clube ‏.